# 10億
『10億』(じゅうおく、原題: 10억、英題: A Million）は、2009年の韓国のスリラー映画。

## あらすじ
インターネット放送局のサバイバル番組に招待された8人。10億を賭けてオーストラリアを舞台に8人は砂漠、密林のステージなど7つのサバイバルゲームに挑むことになる。

## スタッフ
- 監督 : チョ・ミノ
- 脚本 : チョ・ミノ
- 原案 : チョ・ソンギュ
- 製作 : チョ・ソンギュ、キム・ジヨン
- 音楽 : イ・ビョンフン
- 撮影 : リュ・ジェフン

## キャスト
※役名、俳優の順
- ハン・ギテ : パク・ヘイル
- チャン・ミンチョル : パク・ヒスン
- チョ・ユジン : シン・ミナ
- パク・チョリ : イ・ミンギ
- キム・ジウン : チョン・ユミ
- チェ・ウックァン : イ・チョニ
- イ・ボヨン : コ・ウナ
- ホン・スヨン : ユ・ナミ
- ハ・スンホ : キム・ハクソン
- ソ技師 : チョン・ソギョン
- キム刑事 : チョ・ミョンス
- パク刑事 : カン・ワンス
- アン博士 : ユ・ハジン
- ミンチョルの妻 : イ・ウヌ
- 暴漢 : キム・ジュンベ
- カン刑事 : キム・ジュンギ
- ウックァンの同僚 : クォン・ナヨン
- スヨンの同僚 : ハン・ソウン
- タクシー運転手 : ペク・チェホ